# Järve (stacja kolejowa)
Järve (est.: Järve raudteejaam) – przystanek kolejowy w Tallinnie, w prowincji Harjumaa, w Estonii, w dzielnicy Järve. Znajduje się na szerokotorowej linii Tallinn – Keila 5 km od dworca kolejowego w Tallinnie. Obsługiwana jest przez pociągi elektryczne Eesti Liinirongid.